# Статте
Статте (італ. Statte) — муніципалітет в Італії, у регіоні Апулія,  провінція Таранто.
Статте розташоване на відстані близько 430 км на схід від Рима, 70 км на південний схід від Барі, 12 км на північ від Таранто.
Населення — 14 136 осіб (2014).
Щорічний фестиваль відбувається 7 жовтня. Покровитель — Madonna del Rosario.

## Сусідні муніципалітети
- Крисп'яно
- Массафра
- Монтемезола
- Таранто